# Нікітюк Леся Іванівна
Леся Іванівна Нікітюк (нар. 19 жовтня 1987, Хмельницький, Українська РСР) — українська телеведуча, журналістка, акторка, блогерка.

## Життєпис
Народилася у Хмельницькому 19 жовтня 1987 року в родині Катерини Петрівни та Івана Івановича Нікітюків, робітників «Укрелектроапарату». Має брата Сергія. Після закінчення школи здобула вищу освіту в Хмельницькій гуманітарно-педагогічній академії.

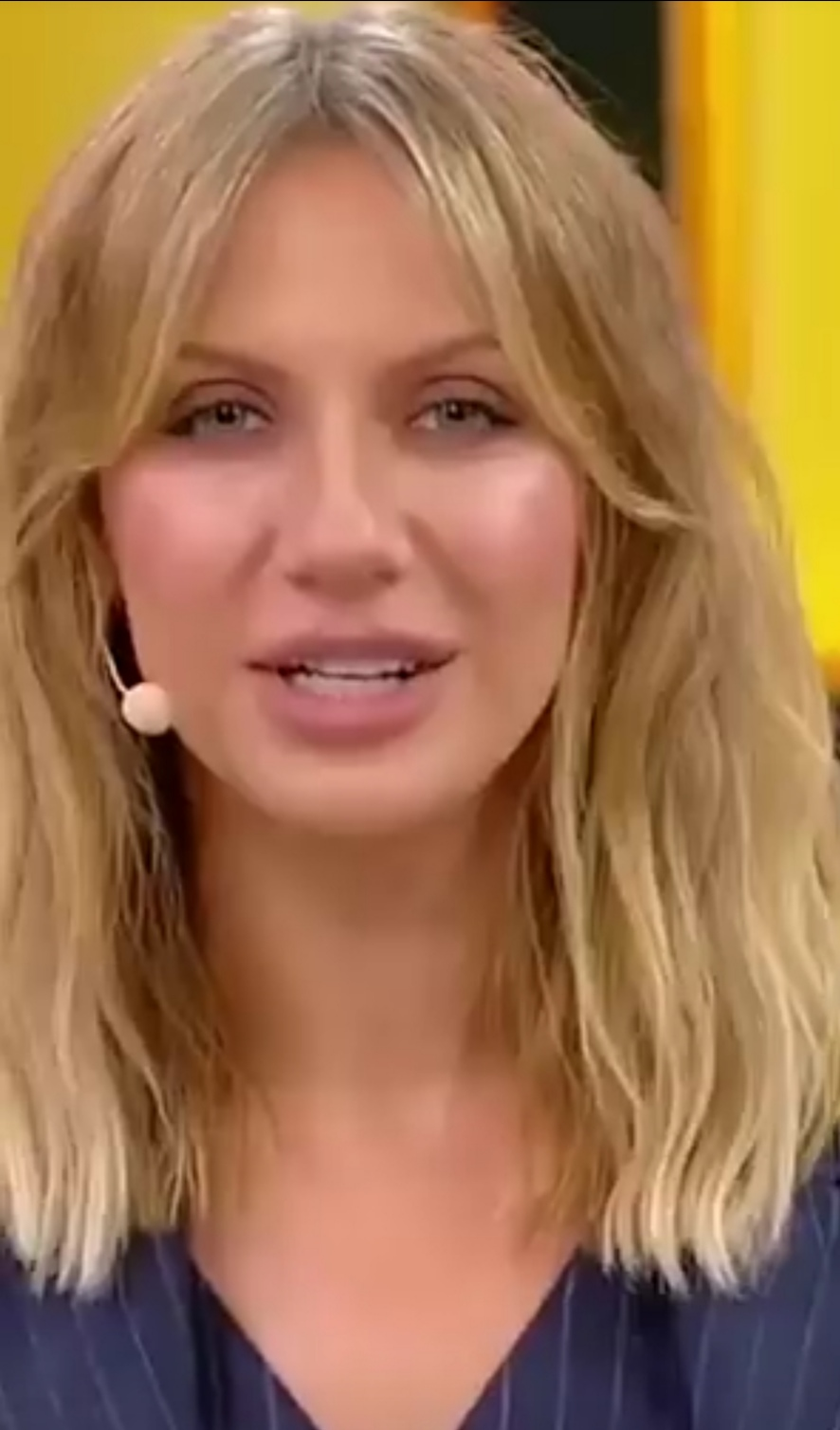
Під час запису

## Кар'єра
Під час навчання була учасницею команди КВК «Торнадо Люкс». Постановка «Галю, я в маршрутці» зібрала понад 6 млн переглядів на YouTube.
У 2009 році Леся Нікітюк з подругою Ольгою Панасенко у складі дуету «Малинки» виступала в гумористичній програмі «Бігуді шоу» на телеканалі ТЕТ. У 2011 році Нікітюк та Панасенко взяли участь в українському шоу «Розсміши коміка», де вибороли 10 тисяч гривень. Вже наступного року дует вдруге взяв участь у шоу, де здобув головний приз 50 тисяч гривень. У 2013 році дует відвідав російську версію шоу та забрав звідти 250 тисяч рублів, того ж року вони втретє брали участь в українському шоу з результатом у 20 тисяч гривень.

### 2012—2017: ведуча
У 2012 році Нікітюк була ведучою програми про подорожі «Орел і решка», де її співведучим був Андрій Бєдняков. Вона знімалася у двох сезонах шоу — четвертому та п'ятому.
У 2013 році на телеканалі К1 стартувала авторська програма Нікітюк про шоу-бізнес — «Леся-Здєся», у якій вона з'являлася на світських вечірках, модних показах та розповідала про життя українського бомонду..
8 лютого 2015 року почався показ ювілейного, 10-го сезону передачі «Орел і решка», в якому Нікітюк брала участь разом з іншими колегами по шоу. 17 серпня того ж року в ефір вийшла друга частина ювілейного сезону «Орла і решки», де вона знову була співведучою.
Того ж року Нікітюк разом з Андрієм Бєдняковим, Регіною Тодоренко і Жанною Бадоєвою знімалася у музичному відео Світлани Лободи «Пора домой».
У 2015 році Нікітюк номінована на телевізійну премію «Телетріумф» як ведуча розважальної програми.
10 грудня 2015 року вона вирушила в навколосвітню подорож разом з «Орел і решка», але після 24-го випуску в травні 2016 року покинула шоу на користь свого нового проєкту.
18 вересня 2016 року відбулася прем'єра проєкту «Навколо М» на телеканалі «Інтер», в якому Нікітюк шукала найкращих чоловіків з усього світу.

### 2018—2022: Новий канал
У лютому 2018 року Нікітюк стала новою ведучою розважальної телепрограми «Хто зверху?» на Новому каналі (у парі зі Сергієм Притулою), а вже у серпні ведучою відновленого інтелектуального шоу «Хто проти блондинок?» на тому ж телеканалі. З 26 серпня Нікітюк брала участь у п'ятому сезоні «Танців з зірками» на 1+1, у парі з танцюристом Максимом Єжовим. У фіналі 25 листопада вони посіли друге місце.
З 4 листопада по 23 грудня 2019 року на Новому каналі в ефір виходило тревел-шоу «Le маршрутка», ведучою якого була Нікітюк. У шоу вона розповідає про життя та побут сучасних українців, а також відкриває нові місця України.

### Російське вторгнення 2022
Після повномасштабного нападу РФ, Нікітюк почала випускати на Youtube пародійні пісні («Сіла птаха», «Пісня про крейсер „Москва“», а також — разом зі Степаном Гігою — «Цей сон»).
У перші дні березня 2022-го Нікітюк облаштувала центр для переселенців у Хмельницькому.

## Громадська діяльність
У 2018 році Нікітюк долучилася до фотопроєкту «Щирі. Свята», присвяченого популяризації українського народного костюму. Прибуток від продажу календарів було передано на реконструкцію музею. Кожен місяць у календарі присвячено одному з традиційних українських свят, на яке вказують атрибути та елементи вбрання.

## Родина
У грудні 2017 повідомила, що одружується, у 2019 весілля було скасовано.
Зустрічалася з Дмитром Бабчуком, 2025 року заручилися. 15 червня 2025 року у пари народився син.

## Фільмографія

### Кіно
| Рік  | Назва                  | Роль  | Пр.    |
| ---- | ---------------------- | ----- | ------ |
| 2018 | Монстри на канікулах 3 | Еріка | [ 18 ] |
| 2024 | Потяг у 31 грудня      | Яна   |        |
| 2025 | Песики                 | Яна   | [ 19 ] |

### Телебачення
| Рік            | Назва                   | Роль                 | Канал       | Нотатки                                           |
| -------------- | ----------------------- | -------------------- | ----------- | ------------------------------------------------- |
| 2007           | Дівчина місяця          | Грає себе (ведуча)   | Контакт     |                                                   |
| 2009           | Бігуді шоу              | Грає себе (комік)    | ТЕТ         | Дует «Малинки» (з Ольгою Панасенко)               |
| 2011—2012      | Розсміши коміка         | Грає себе (учасниця) | Інтер       | Дует з Ольгою Панасенко                           |
| 2012—2013      | Орел і решка            | Грає себе (ведуча)   | Інтер       |                                                   |
| 2013           | Розсміши коміка (Росія) | Грає себе (учасниця) | 1+1         | Дует з Ольгою Панасенко (російська адаптація шоу) |
| 2013           | Леся-Здєся              | Грає себе (ведуча)   | К1          |                                                   |
| 2013           | Розсміши коміка         | Грає себе (учасниця) | 1+1         | Дует з Ольгою Панасенко                           |
| 2015 — 2017    | Орел і решка            | Грає себе (ведуча)   | Інтер       |                                                   |
| 2016           | Навколо М               | Грає себе (ведуча)   | Інтер       |                                                   |
| 2018 — дотепер | Хто зверху?             | Грає себе (ведуча)   | Новий канал |                                                   |
| 2018           | Танці з зірками         | Грає себе (учасниця) | 1+1         | У парі з Максимом Єжовим                          |
| 2018 — дотепер | Хто проти блондинок?    | Грає себе (ведуча)   | Новий канал |                                                   |
| 2019           | Шалена зірка            | Грає себе (ведуча)   | Новий канал |                                                   |
| 2019           | Le Маршрутка            | Грає себе (ведуча)   | Новий канал |                                                   |
| 2020           | Маскарад (телешоу)      | Грає Коня (учасниця) | 1+1         |                                                   |
| 2022           | Леся                    |                      |             |                                                   |
| 2023           | єПитання                | Грає себе (ведуча)   | Новий канал |                                                   |

## Нагороди та номінації
| Рік  | Премія                | Номінація                                                         | Робота                     | Результат |
| ---- | --------------------- | ----------------------------------------------------------------- | -------------------------- | --------- |
| 2015 | «Телетріумф»          | Ведучий/ведуча розважальної програми                              | «Орел і решка»             | Номінація |
| 2018 | «Viva! Найкрасивіші»  | найкрасивіша жінка України                                        |                            | Номінація |
| 2018 | «Людина року»         | Нова генерація року                                               |                            | Номінація |
| 2018 | «Бал квітів»          | Ведуча року                                                       |                            | Перемога  |
| 2018 | «Телетріумф»          | Ведучий/ведуча тематичної розважальної програма формату лайфстайл | «Навколо М» (випуск Париж) | Номінація |
| 2018 | «Cosmopolitan Awards» | Ведуча року                                                       |                            | Перемога  |